# 岡南飛行場
岡南飛行場（日语：／ Kōnan hikōjō */?）是一個位於岡山縣岡山市的民用機場，市內位置是浦安南町639-1。岡南飛行場是第一代岡山機場，於1962年開業。由於跑道只有1,200米長，一直只容許YS-11螺旋槳飛機起降。
由於跑道不能延長，因此當噴射客機普及後，岡山縣政府決定在別處興建新機場取代，即現在的岡山機場。新機場啟用後，這個機場就被更名為岡南飛行場。
現時岡南飛行場是小型飛機和岡山市警察飛行隊及消防飛行隊的基地。近年更成為小型商務噴射機的修理基地。

## 歷史
- 1962年10月13日：岡山機場啟用。
- 1988年3月11日：新岡山機場啟用，機場被更名為岡南飛行場（公共飛行場）。

## 外部連結
- （日語）岡南飛行場管理事務所